# شوري
شوري هي بطلة خارقة ظهرت في مارفل كومكس. الشخصية ظهرت لأول مرة في 2005 وهي من ابتكار ريجينالد هودلين وجون روميتا، الابن.